# Ezra Football Club
El Ezra Football Club es un equipo de fútbol de Laos que milita en la Liga de Fútbol de Laos, el torneo de fútbol más importante del país.
En la temporada 2024-25 el equipo logró su primer título en la Liga Premier de Laos.

## Palmarés
- Liga Premier de Laos
  - Campeones (1): 2024-25
- Copa del Primer Ministro
  - Campeones (1): 2024-25